# Hao (comune)
Hao è un comune della Polinesia francese di 1.342 abitanti nelle Isole Tuamotu.
Il comune è composto da 3 comuni associati con 12 atolli:
- Comune associato Hao (1.121 abitanti nel 2007)
  - Hao (Villaggio principale: Otepa)
  - Ahunui (disabitato)
  - Nengonengo
  - Manuhangi (disabitato)
  - Paraoa (disabitato)
- Comune associato Amanu (163 abitanti nel 2007)
  - Amanu (Villaggio principale: Ikitake)
  - Rekareka (disabitato)
  - Tauere
- Comune associato Hereheretue (58 abitanti nel 2007)
  - Hereheretue
  - Anuanuraro
  - Anuanurunga (disabitato)
  - Nukutepipi